# Les mil i una nits (programa de ràdio)
Les mil i una nits va ser un programa de ràdio de divulgació sexològica de Catalunya Ràdio que s'emetia de dilluns a divendres, de 22 a 23 hores. El programa va ser creat per l'escriptora Roser Amills a partir del seu llibre/manifest "M'agrada el sexe" que ajuda a entendre i descobrir la sexualitat sense prejudicis patriarcals i empodera les dones. El presentava Maria de la Pau Janer, i tenia com a col·laboradors habituals al psiquiatre Adolf Tobeña i a l'escriptora Roser Amills.
L'any 2016 el programa va obtenir el Premi Bones Pràctiques de Comunicació no Sexista de l'Associació de Dones Periodistes de Catalunya, per un programa radiofònic que ajuda a entendre i descobrir la sexualitat sense apriorismes ni estereotips de gènere.

## Col·laboradors del programa
En ordre alfabètic:
- Adolf Tobeña, catedràtic en psiquiatria
- Antoni Bolinches, psicòleg, sexòleg i escriptor
- Carme Sánchez i Martín, psicòloga i sexòloga
- Elena Crespi i Asensio, psicòloga i sexòloga
- Emma Ribas i Rabert, doctora
- Francesc Núñez, sociòleg
- Gabriel Martín, psicòleg
- Ignasi Puig i Rodas, psicòleg i sexòleg
- Ignasi Tebé, massatgista tàntric i sanador
- Jaume Sisa, cantautor
- Jordi Gascón, biòleg i erotòman
- Josep Camós (Lapidario), mestre en shibari i erotòman
- Luis Pardo, mentalista i escapista
- Magda Duran, ginecòloga
- Marta Arasanz, sexòloga
- Mistress Minerva Pons, dominatrix professional i artista escènica
- Pere Estupinyà, químic, escriptor i divulgador científic
- Roser Amills, escriptora i periodista mallorquina
- Sílvia Catalán Navarro, psicòloga i sexòloga
- Thara Wells, artista transsexual
- Toni Aira i Foix, analista polític
- Venus O'Hara, blogger i provadora de joguines eròtiques
- Xavier Canalias, periodista
- Xavier Pellicer, doctor en psicologia